# Demetrio Casile
Demetrio Casile ist ein italienischer Schriftsteller und Filmschaffender.

## Leben
Casile stammt aus Kalabrien und wuchs nach Adoption in Bologna auf. In seiner Jugend war er aktiver Geher; später widmete er sich den schönen Künsten und besuchte Akademien in Reggio Calabria, Bologna, New York, Paris, London und Philadelphia. Er hat in Bologna ein Atelier, ist Dozent an der Universität Primo Levo. Mitte der 1980er Jahre widmete sich Casile dem Film. Sein erstes Drehbuch (für Un ragazzo di Calabria) erhielt den Premio Solinas. Nach Erscheinen seines ersten Romans, Attorno all’albero la stupidità, übernahm er 1995 eine Rolle als Schauspieler und inszenierte drei Jahre später Tra Scilla e Cariddi, der nur kurz in den Kinosälen zu sehen war.
2003 schrieb er ein Drehbuch für Hollywood, das nicht verfilmt wurde. Auch sein 2008 gedrehter Film Con rabbia e con sapere blieb unveröffentlicht.

## Filmografie
- 1998: Tra Scilla e Cariddi